# Charles Bigot (peintre)
Pour les articles homonymes, voir Charles Bigot et Bigot.
Charles Alfred Bigot, né le 7 avril 1878 à Toges (Ardennes) et mort au champ d'honneur le 9 septembre 1916 à Verdun, est un peintre français.

## Biographie
Charles Bigot expose au Salon des Indépendants puis est envoyé à Verdun lors de la Première Guerre mondiale. Porté disparu le 15 juillet 1917, il est reconnu avoir été tué le 9 septembre 1916 « en faisant vaillamment son devoir » et est décoré à titre posthume de la Croix de guerre avec étoile de bronze.
Son nom figure sur le monument aux morts de Toges.

## Distinctions
- Croix de guerre 1914–1918, étoile de bronze